# Будзінська (Збінська) Марія Іванівна
Будзінська (Збінська) Марія Іванівна (17 серпня 1942 року, с. Чорна, Кам'янець-Подільський район, Хмельницька область — 01 листопада 2020 року) — педагогиня, поетеса, із 1994 року членкиня Хмельницької міської літературної спілки «Поділля».
Марія Іванівна навчалась у Чорнянській семирічній школі, а потім у Білецькій середній школі. У 1969 р. закінчила Кам'янець-Подільський педагогічний інститут (факультет математики). Працювала в школах Хмельницької області (с. Лисогірка, с. Нагоряни, с. Кам'янка). Десять років в школі №2 міста Кам'янця-Подільського. А з 1985 р. і до 2020 року - в НВО №5 м. Хмельницького.

## Творчість
Будзінська Марія Іванівна друкувалася у літературно-художніх виданнях сучасної поезії Хмельниччини: «Безсоння вишень» (2000) та «Осик осінній сон» (2001), у художньо-публіцистичному альманасі «Творче Поділля. Ювілей» (2003), «Слово єднає!» (№1, 2018), «Слово єднає!» (№2, 2020).

#### Книги авторки
- «Математика в поетичному обрамленні» (1997);
- «Барви довгого дня» (1998);
- «Математика поетичною мовою» (2003);
- «Тепло долонь» (2003);
- «Немов любові талісмани» (2009);
- «Сонечко, сонечко, посвіти!» (2009);
- «Морские зарисовки» (2010);
- «Весняне цвітіння у нашому місті» (2016);
- «Математика і поезія» (2016);
- «Абетка для маленьких» (2016);
- «Від твого Милосердя, Боже, залежить все наше життя» (2016);
- «З Україною в Серці» ( 2017);
- «Сонце-Даритель  життя» (2018);
- «Трояндове літо» ( 2019);
- «Квітування у рідному краї» (2020);
- «Я Жінка» (2021);
- «Рідна» (2022).

## Про автора
Про творчий доробок поетеси написано у рубриці «Літертурна світлиця» на сайті Централізованої бібліотечної системи Хмельницької міської територіальної громади.
Творчість Будзінської Марії Іванівни досліджували місцеві літературознавці:
1. Марія Будзінська / В. О. Матеуш // ЕЛІД : енциклопедознавство, література і дійсність : (дослідження, роздуми). – Хмельницький : Цюпак А. А., 2014.– С. 96-98.
2. Марія Будзінська // Хмельницький в іменах. Прозаїки. Поети. Журналісти : довідник. – Хмельницький : Цюпак А. А., 2006. – С. 23.
3. Сергєєва О. Мамину поезію донька береже : у міській центральній бібліотеці нещодавно презентували збірку подільської поетеси Марії Будзінської «Я жінка» / О. Сергєєва // Проскурів. – 2021. – 6 трав. – №17. – С. 7.